# Ophelimus dei
Ophelimus dei är en stekelart som först beskrevs av Girault 1926.  Ophelimus dei ingår i släktet Ophelimus och familjen finglanssteklar. Inga underarter finns listade i Catalogue of Life.